# Gyralina gjirokastrana
Gyralina gjirokastrana is een slakkensoort uit de familie van de Pristilomatidae. De wetenschappelijke naam van de soort is voor het eerst geldig gepubliceerd in 1996 door Riedel & Welter-Schultes.